# 清涼殿落雷事件
清涼殿落雷事件（せいりょうでんらくらいじけん）は、平安時代の延長8年6月26日（ユリウス暦930年7月24日）に、平安京・内裏の清涼殿で起きた落雷災害。

## 概要
この年、平安京周辺は干害に見舞われており、6月26日に雨乞いの実施の是非について醍醐天皇がいる清涼殿において太政官の会議が開かれることとなった。ところが、正午過ぎより愛宕山上空からにわかに黒雲が垂れ込めて平安京を覆いつくして激しい雷雨が降り注ぎ、16時過ぎに清涼殿の南西の第一柱に雷が直撃した。
この時、周辺にいた公卿・官人らが巻き込まれ、公卿では大納言民部卿の藤原清貫が衣服に引火した上に胸を裂かれて即死、右中弁内蔵頭の平希世も顔を焼かれて瀕死状態となった。16時半過ぎ雨が上がり、清貫は陽明門から、希世は修明門から車で秘かに外に運び出された。しかし、希世も程なく死亡した。落雷は隣の紫宸殿にも走り、右兵衛佐美努忠包（『扶桑略記』では右近衛忠兼、清涼殿で被災）が髪を焼かれて死亡。紀蔭連は腹を焼かれてもだえ苦しみ、安曇宗仁は膝を焼かれて立てなくなった。二人は「死活相半ば」だったものの、しばらくして回復した。また、清涼殿南庇で火災が起こり、右近衛茂景が一人で消火に当たった。『扶桑略記』によれば、清涼殿で更に近衛2名が被雷した。
清涼殿にいて難を逃れた公卿たちは、負傷者の救護もさることながら、本来宮中から厳重に排除されなければならない死穢に直面し、遺体の搬出のため大混乱に陥った。7月2日、穢れから最も隔離されねばならない醍醐天皇は清涼殿から常寧殿に遷座したが、筆舌尽くし難い惨状を目の当たりにして体調を崩し、3ヶ月後に崩御することとなる。
天皇の居所に落雷し、そこで多くの死穢を発生させたということも衝撃的であったが、死亡した藤原清貫がかつて大宰府に左遷された菅原道真の動向監視を藤原時平に命じられていたこともあり、清貫は道真の怨霊に殺されたという噂が広まった。また、道真の怨霊が雷神となり雷を操った、道真の怨霊が配下の雷神を使い落雷事件を起こした、などの伝説が流布する契機にもなった。